# Jacques Martineau
Jacques Martineau (Montpellier, 8 de julho de 1963) é um cineasta e roteirista francês.